# Магдалена Клевська
Магдалена Клевська (нім. Magdalena von Kleve), повне ім'я Магдалена Юліх-Клеве-Берзька (нім. Magdalena von Jülich-Kleve-Berg), також Магдалена фон дер Марк-Клеве (нім. Magdalena von der Mark-Kleve, 2 жовтня 1553 — 30 серпня 1633) — принцеса Юліх-Клеве-Берзька з дому Ла Марків, донька герцога Юліх-Клеве-Бергу Вільгельма Багатого та ерцгерцогині Австрійської Марії, дружина пфальцграфа та герцога Цвайбрюкену Йоганна I Кульгавого.

## Біографія

### Ранні роки
Народилась 2 жовтня 1553 року у Клеве третьою дитиною та третьою донькою в родині герцога Юліх-Клеве-Бергу Вільгельма Багатого та його другої дружини Марії Австрійської. Мала старших сестер Марію Елеонору та Анну. Згодом сімейство поповнилося ще двома синами та двома доньками.
Виросла у Дюссельдорфському замку. Також сім'я мала мисливський замок Гамбах на східному краю Пфальцького лісу. Час від часу відвідували замки Юліху та Клеве. Принцес виховувала у дусі протестантизму неодружена тітка Амалія, сестра батька. В герцогстві панувала атмосфера ліберального католицизму.
Батько, починаючи з 1566 року, переніс кілька інсультів і був частково паралізованим. Матір, страждаючи на меланхолію, з роками почала вважатися божевільною.
Магдалена, як і її сестри, через привілеї, надані імператором Карлом V щодо можливості передачі у спадок земель по жіночій лінії, вважалася вигідною партією.

### Шлюбне життя
У 25-річному віці стала дружиною 29-річного пфальцграфа та герцога Цвайбрюкену Йоганна I. Весілля відбулося 1 жовтня 1579 року в Бергцаберні. Наречений майже все життя страждав хворобою ніг і був кульгавим. Старша сестра Магдалени, Анна, була з 1574 року одружена зі старшим братом Йоганна, Філіпом Людвігом. У шлюбі Магдалена народила 12 дітей. Резиденціями родини були замки Цвайбрюкену, збудований у 1585 році разом із млином і бібліотекою, та Манзенгайму.
Чоловік Магдалени інтенсивно займався державними справами. В країні панувала перманентна фінансова криза через борги, нароблені попередним герцогом. Йоганн I, як правитель Цвайбрюкену, зробив у 1588 році кальвінізм державною релігією, ввів у 1592 році обов'язкову загальну шкільну освіту, а у 1593-му — дозволив французьким гугенотам розселятися у Пфальц-Цвайбрюкені, надавши їм для цього місто Анвайлер. Відносини зі старшим братом мав погані. Пішов з життя у серпні 1604 року.

### Вдівсто

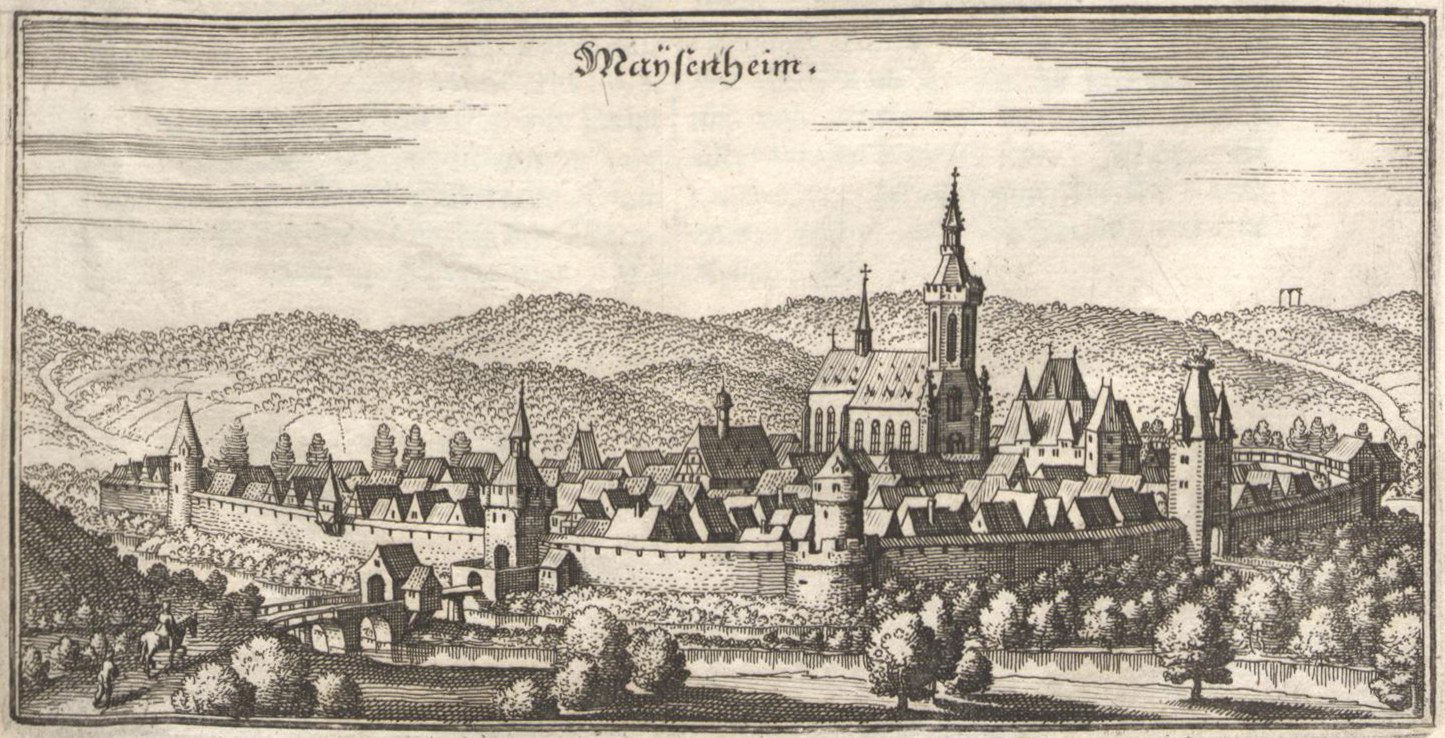
Манзенгайм на гравюрі М. Меріана-старшого, 1645

У 1609 році, зі смертю молодшого брата Магдалени, герцогство Юліх-Клеве-Берг залишилося без спадкоємця. Свої претензії на його землі висунули маркграф Бранденбургу Йоганн Сигізмунд — зять Марії Елеонори, яка вже пішла з життя, пфальцграф Нойбургу Філіп Людвіг — чоловік Анни, старший син Магдалени — Йоганн II, а також курфюрство Саксонія. Конфлікт переріс у війну за Клевський спадок. Зрештою, Ксантенський мир 1614 року поділив землі між Бранденбургом і Пфальц-Нойбургом. Претензії Йоганна II не був прийняті до уваги при розділі.
У 1614 році старший син Магдалени наказав прибудувати північне крило до замкової церкви Майзенгайму. Ця будівля, що отримала назву Magdalenen-Bau перейшла у розпорядження Магдалени та стала її удовиною резиденцією.
В ході Тридцятилітньої війни її правлячий син намагався зберегти нейтралітет. 
Герцогиня пішла з життя у своїй резиденції 30 серпня 1633 року. Була похована у крипті замкової кірхи Манзенгайму.

## Родина
Чоловік —  Йоганн I
Діти:

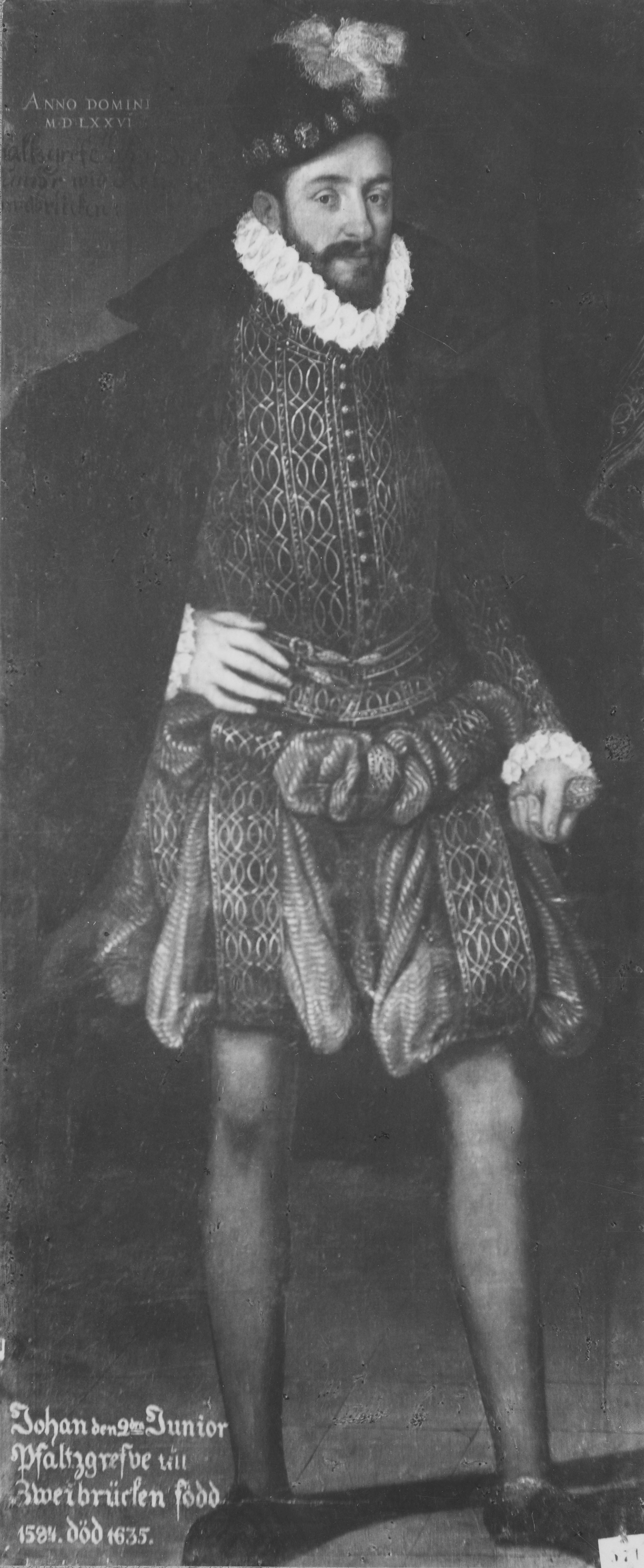
Портрет Йоганна I

- Людвіг Вільгельм (1580—1581) — прожив 4 місяці;
- Марія Єлизавета (1581—1637) — дружина пфальцграфа Фельденцу Георга Густава, мала 11 дітей;
- Анна Магдалена (11 січня—7 лютого 1583) — прожила 4 тижні;
- Йоганн (1584—1635) — пфальцграф та герцог Цвайбрюкену у 1604—1635 роках, був двічі одруженим, мав 8 дітей від обох шлюбів;
- Фрідріх Казимир (1585—1645) — пфальцграф та герцог Цвайбрюкен-Ландсбергу у 1604—1645 роках, був одруженим з Емілією Антверпіаною Нассауською, мав трьох синів;
- Єлизавета Доротея (1586—1593) — прожила 7 років;
- Йоганн Казимир (1589—1652) — пфальцграф та герцог Цвайбрюкен-Клеєбургу у 1611—1652 роках, був одруженим зі шведською принцесою Катериною, мав 8 дітей;
- Амалія Якоба Генрієтта (1592—1655) — дружина графа Якопо Франца де Пестакальда де Інкардіно;
- Анна Катерина (28 липня—2 грудня 1597) — прожила 4 місяці.

Ще двоє синів та донька народилися мертвими або померли після народження.